# 무라어

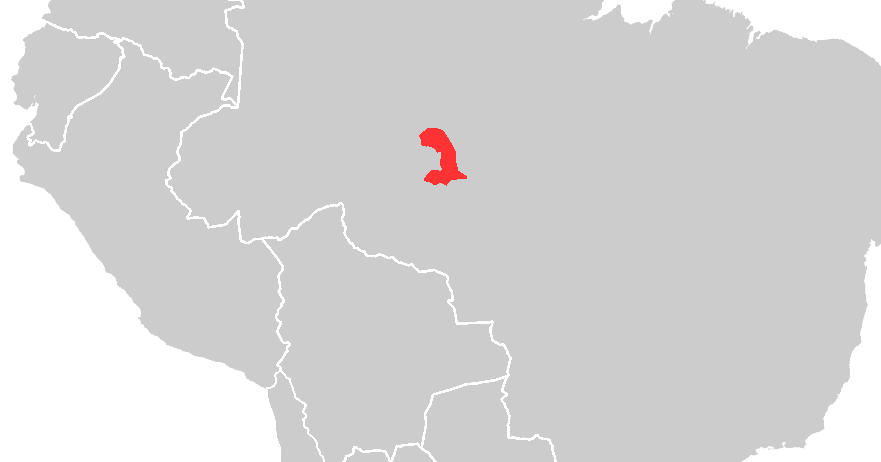
무라어와 마타나위어의 사용이 실증된 범위

무라어(Mura)는 브라질 아마조나스주의 한 원주민인 무라족이 사용하던 언어이다. 현재 유일하게 살아남은 방언인 피라항어로 유명하다. 다른 어떤 언어와도 관계가 입증되지 않은 고립된 언어로 분류되지만, 마타나위어(Matanawi) 또는 더 나아가 와르페어족(Huarpean)과 엮는 학설이 있다. 19세기에는 수만 명이 사용했을 것으로 추정되나 현재는 8개 마을에 사는 300명 남짓의 피라항족만이 피라항어로서 사용하고 있다.

## 방언
- 보후라(Bohurá): Autaz강에서 사용되었다. 주변의 부족들이 이 집단을 가리키던 말에서 "무라"(Mura)라는 명칭이 유래했다.
- 피라항(Pirahã): 유일하게 살아남은 변종.
- 야하히(Yahahí): 브랑코강(Branco)에서 사용되었다.

## 같이 보기
- 피라항어
- 무라족